# Isabel Allende

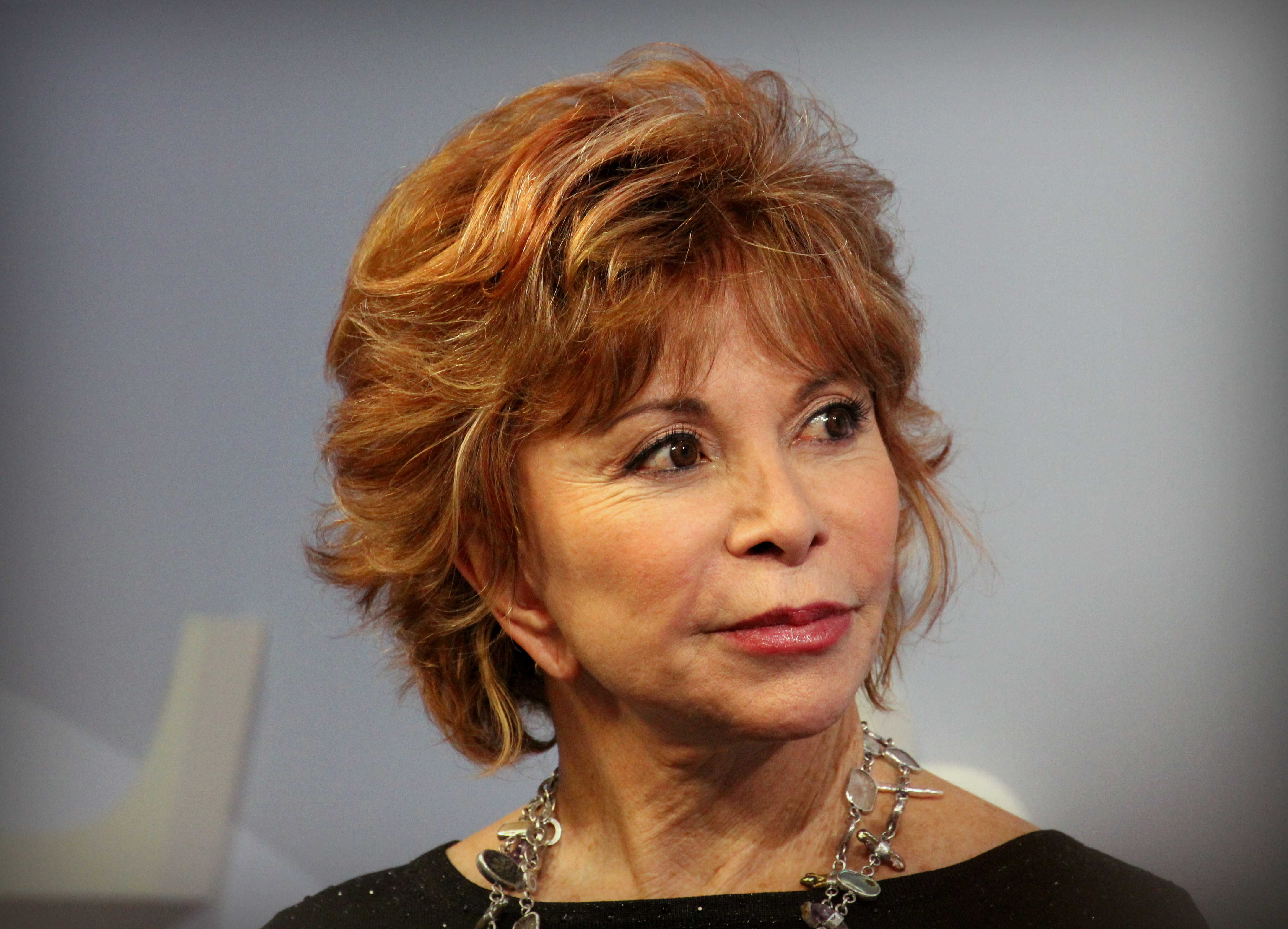
Isabel Allende (2015)

Isabel Allende Llona (* 2. srpna 1942 Lima, Peru) je současná chilská spisovatelka. V roce 2010 získala chilskou Národní cenu za literaturu jako čtvrtá žena v pořadí.

## Osobní život
Spisovatelka je dcerou chilského diplomata Tomáse Allende a Francisky Llony. Narodila se v Limě, když její otec pracoval v Peru jako velvyslanec. V roce 1945 se její rodiče rozvedli a Isabel se s matkou a dvěma sourozenci vrátila do Chile, kde žila až do roku 1953. Později žila střídavě v Bolívii a Libanonu. Část svého života strávila i v Bruselu a Švýcarsku. Kromě spisovatelské činnosti se věnovala žurnalistice. Pracovala jako novinářka v časopisech a v televizi.
Roku 1963 se jí a manželovi Migueli Fríasovi narodila dcera Paula (1963–1992), o 4 roky později, po návratu do Chile, syn Nicolás (* 1967). Kvůli cestám, při kterých prezentovala své knihy, skončilo jejich manželství rozvodem.

Isabel Allendeová je neteří Salvadora Allende, bývalého prezidenta Chile, který spáchal sebevraždu při vojenském puči v Chile v roce 1973. Tehdy nadobro opustila Chile a odešla se svou rodinou do Venezuely. Od roku 1988 žila se svým druhým manželem, Williamem Gordonem, v Kalifornii. V roce 2015 se pár po 27 letech manželství oficiálně rozešel.

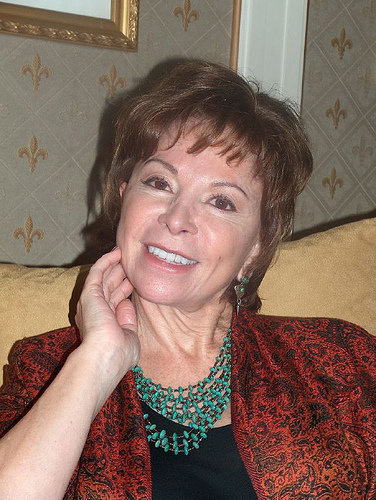
Isabel Allende

## Veřejný život
Od roku 1959 do 1965 pracovala v Organizaci spojených národů v Santiagu de Chile. Spolupracovala s nejrůznějšími časopisy a novinami, napsala několik pohádek, divadelních her.
V roce 1982, kdy ve věku 99 let umíral její dědeček, se rozhodla napsat mu dopis, který se později stal jejím stěžejním dílem. Dům duchů se setkal s velkým úspěchem a byl převeden i na filmová plátna. Roku 1984 vydala O lásce a temnotě, která byla později také zfilmována. O 8 let později zemřela na porfyrii její 28letá dcera Paula. Isabel Allende se rozhodla napsat svoji autobiografii Paula, ve které vypráví o svém dětství a mládí až do okamžiku svého exilu.
Roku 2003 jí bylo uděleno americké občanství a o 4 roky později obdržela titul Doctor Honoris Causa Univerzity v Trentu.
V září 2010 obdržela Premio Nacional de Chile za svůj přínos chilské a světové literatuře a 2012 Cenu Hanse Christiana Andersena.

## Dílo
Jejím prvním románem je slavný Dům duchů, za ním následovala řada dalších děl.
Autorka je stejně jako kolumbijský spisovatel Gabriel García Marquéz představitelkou tzv. magického realismu.

### České překlady
- La casa de los espíritus (česky Dům duchů, 1982; zfilmován) – přeložila Hana Posseltová-Ledererová
- De amor y de sombra (1984, česky O lásce a temnotě; slovensky Láska a tieň, 1988) – přeložila Eva Palkovičová
- Eva Luna (1985, česky Eva Luna 2006, přeložila Alena Jurionová) – životní příběh dívky, která je autorčiným alter egem a má ve zvyku vymýšlet si a vyprávět příběhy
- El plan infinito (1991, česky Nekonečný plán) – dle NK ČR dosud nepřeloženo
- Paula (1994, zfilmována, česky Paula, 1998) – přeložila Anežka Charvátová
- Afrodita (1997, česky Afrodita: pojednání o vášních, chutích, půvabech a prohřešcích lásky, 2004) – přeložila Marie Jungmannová
- Hija de la Fortuna (1998, česky Dcera štěstěny, 2003) – přeložila Monika Baďurová
- Retrato en Sepia (2000, česky Sépiový portrét, 2003) – přeložila Monika Baďurová
- Trilogie:
  - La Ciudad de las Bestias (2002, česky Město netvorů, 2003) – přeložily Dora Novotná a Jana Novotná
  - El Reino del Dragón de Oro (2003, česky Království zlatého draka, 2004) – přeložila Monika Baďurová
  - El Bosque de los Pigmeos (2004, česky Les Pygmejů, 2005) – přeložila Monika Baďurová
- La gorda de porcelana (1984) – novela
- Cuentos de Eva Luna (1989, slovensky Skazené dievča: príbehy Evy Luny, 1998, přeložil Vladimír Oleríny) – povídky, které vypráví autorčino alter ego z knihy Eva Luna
- El Zorro: Comienza la leyenda (2005, česky Zorro: Legenda začíná, 2005, 350 S.) – přeložila Monika Baďurová
- Inés del alma mía (2006, česky Inés, má drahá, 2009) – přeložila Monika Baďurová

### Nepřeložené knihy do češtiny
- Mí país inventado (2003) – dle NK ČR dosud nepřeloženo
- La suma de los días (2007) – dle NK ČR dosud nepřeloženo
- La isla bajo el mar (2010) – dle NK ČR dosud nepřeloženo
- El cuaderno de Maya (2011) – dle NK ČR dosud nepřeloženo
- El juego de ripper (2014) – dle NK ČR dosud nepřeloženo
- El amante japonés (2015) – dle NK ČR dosud nepřeloženo